# Torn revòlver

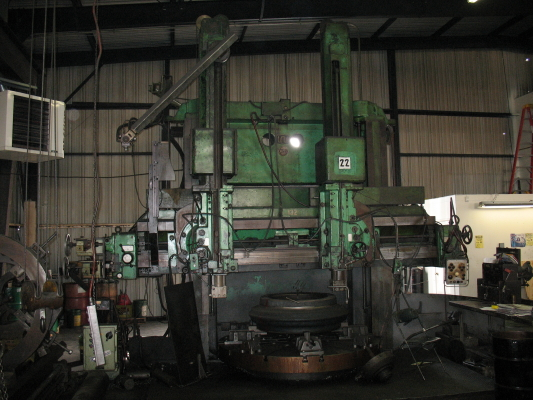
Torn 88" CNC VTL Niles

El torn revòlver és un tipus de torn molt utilitzat per peces que es poden obtenir a partir de barres i tenen una geometria final que es pot obtenir fàcilment amb els processos interiors i exteriors següents:

## Interiors
1. Foradat
2. Mandrinat
3. Roscatge

## Exteriors
1. Cilindrat
2. Recapçar
3. Ranurar
4. Roscat
5. Tallar

La característica principal del torn revòlver és la torreta giratòria hexagonal, que està muntada en un carretó; aquesta torreta és l'encarregada de mecanitzar frontalment la peça amb una de les eines que té situades una a cada cara de la torreta. Aquest carretó té un topall (carrera màxima), així l'operari no s'ha d'encarregar de mesurar la distància recorreguda. Aquest torn també té un carretó transversal per perfilar, ranurar, tallar, etc.
El torn revòlver és més ràpid i precís que el torn paral·lel i s'usa especialment per a la producció en serie.